# Ice Spice
Ice Spice (рус. А́йс Спа́йс; настоящее имя — А́йсис На́йя Гасто́н; англ. Isis Naija Gaston; род. 1 января 2000, Бронкс, Нью-Йорк, Нью-Йорк, США) — американская рэп-исполнительница. Она стала известна в конце 2022 года со своей песней Munch (Feelin' U), которая приобрела вирусную популярность на TikTok. За ней последовали синглы «Bikini Bottom» и «In Ha Mood», что привело к выпуску её дебютного мини-альбома Like..? (2023). Она впервые попала в чарт Billboard Hot 100 с совместной песней Lil Tjay «Gangsta Boo». Её синглы-ремиксы «Boy’s a Liar Pt. 2» (с PinkPantheress) и «Princess Diana» (с Ники Минаж) попали в первую пятерку чарта Hot 100, а её ремикс на песню «Karma» Тейлор Свифт был выпущен 26 мая 2023 года.
The New York Times назвал Ice Spice «новой принцессой рэпа», а журнал Time «прорывной звездой».

## Биография

### Ранние годы
Родилась 1 января 2000 года в Бронксе, Нью-Йорк. Она старшая из пяти братьев и сестёр. Её отец, бывший рэпер, афроамериканец, а мать, родившая Айсис в 17 лет, доминиканка. Родители развелись, когда девушке было 2 года. В возрасте 7 лет полюбила хип-хоп после того, как послушала таких рэперов, как Lil' Kim и Ники Минаж, а в старшей школе стала писать стихи и фристайл-рэп.

### Карьера

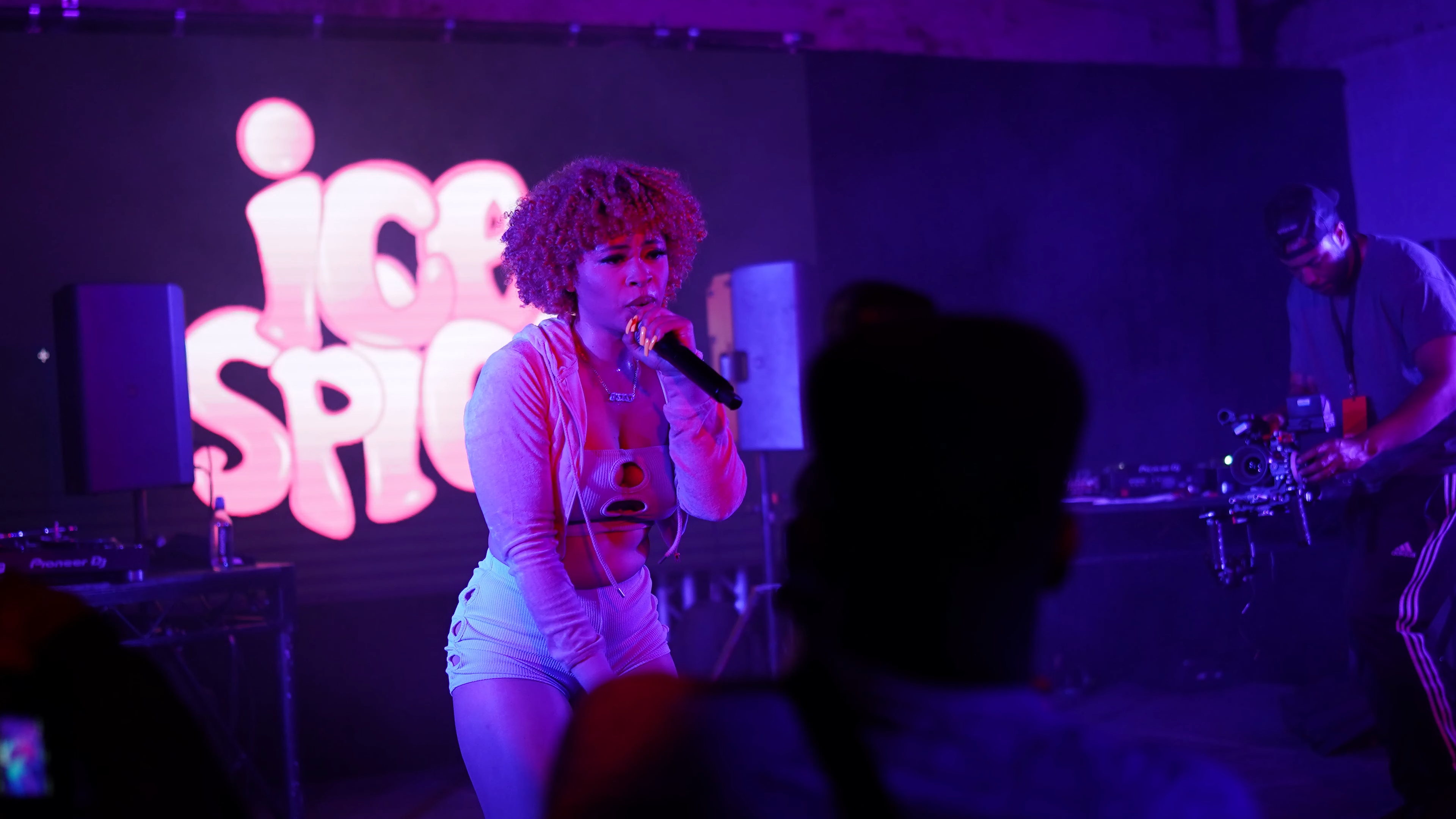
Концерт Ice Spice в 2022 году

Начала читать рэп в 2021 году после встречи с продюсером RiotUSA, когда они вместе учились в Перчейз-колледже, из которого её по итогу исключили. Он спродюсировал её дебютную песню Bully Freestyle, выпущенную в марте 2021 года после того, как одно из видео с фристайлом девушки стало популярным в Twitter. Первую популярность получила после релиза трека Name of Love на SoundCloud в феврале 2022 года. Её песня Munch (Feelin' U), выпущенная 10 августа того же года, приобрел популярность после того, как получил поддержку от Дрейка, который поставил эту песню на своей радиостанции Sirius XM. В сентябре девушка подписала контракт с 10K Projects и Capitol Records. Дебютный мини-альбом Like..?, был выпущен 20 января 2023 года и включал синглы Munch (Feelin' U), Bikini Bottom и In Ha Mood.
В феврале 2023 года совместно с Lil Tjay выпустила трибьют-сингл Gangsta Boo, в честь одноимённой покойной рэп-исполнительницы. Сингл стал её первой песней в Billboard Hot 100, заняв 82-е место. 3 февраля 2023 года, был выпущен ремикс на песню певицы PinkPantheress Boy’s a Liar Pt. 2 при участием Ice Spice и видеоклип. Песня заняла 3-е место в Billboard Hot 100. В апреле 2023 года она выпустила ремикс на песню «Princess Diana» с Ники Минаж. Песня заняла четвёртое место в Hot 100, принеся Ice Spice её второй хит в первой десятке чарта и двадцать второй хит в первой десятке для Минаж.
24 мая 2023 года было объявлено о выпуске ремикса на песню Тейлор Свифт «Karma» с участием Ice Spice, который выйдет 26 мая 2023 года. Ремикс является бонус-треком на специальном издании десятого студийного альбома Свифт Midnights (2022). Музыкальное видео на ремикс с участием Свифт и Ice Spice было выпущено 27 мая. Pitchfork назвал 2023 год годом прорыва Ice Spice.
В июне 2023 года Ice Spice и Ники Минаж выпустили саундтрек к фильму «Барби». Клип на песню «Barbie World» вышел на YouTube-канале Минаж.
26 июля 2024 года Ice Spice выпустила свой дебютный альбом «Y2K!».
2 ноября 2024 года в 6:30 EST (18:30 МСК) провела свой концерт на Таймс-сквере в качестве ивента в компьютерной игре Fortnite[значимость факта?].

## Дискография

### Альбомы
- Y2K! (2024)

### EP
- Like..?[англ.] (2023)

## Награды и номинации
| Награда                               | Год  | Категория                          | Номинация\|работа                          | Результат | Ссылка |
| ------------------------------------- | ---- | ---------------------------------- | ------------------------------------------ | --------- | ------ |
| All-Rap Caviar                        | 2023 | Rookie of The Year                 | Ice Spice                                  | Номинация | [ 25 ] |
| All-Rap Caviar                        | 2023 | Second Team                        | Ice Spice                                  | Победа    | [ 25 ] |
| BET Awards                            | 2023 | Best Female Hip Hop Artist         | Ice Spice                                  | Номинация | [ 26 ] |
| BET Awards                            | 2023 | Best New Artist                    | Ice Spice                                  | Номинация | [ 26 ] |
| BET Awards                            | 2023 | Best Collaboration                 | «Boy’s a Liar Pt. 2» (with PinkPantheress) | Номинация | [ 26 ] |
| BET Awards                            | 2023 | BET Her                            | «Boy’s a Liar Pt. 2» (with PinkPantheress) | Номинация | [ 26 ] |
| BET Hip-Hop Awards                    | 2023 | Best Collaboration                 | «Princess Diana» (with Nicki Minaj)        | Номинация | [ 27 ] |
| BET Hip-Hop Awards                    | 2023 | Best Breakthrough Hip-Hop Artist   | Ice Spice                                  | Победа    | [ 27 ] |
| Billboard Music Awards                | 2023 | Top New Artist                     | Ice Spice                                  | Номинация | [ 28 ] |
| Billboard Music Awards                | 2023 | Top Rap Female Artist              | Ice Spice                                  | Номинация | [ 28 ] |
| Billboard's R&B/Hip-Hop Power Players | 2023 | Rookie of The Year                 | Ice Spice                                  | Победа    | [ 29 ] |
| BMIR&B/Hip-Hop Awards                 | 2023 | Impact Award                       | Ice Spice                                  | Победа    | [ 30 ] |
| Forbes 30 Under 30                    | 2024 | Music                              | Ice Spice                                  | Победа    | [ 31 ] |
| Grammy Awards                         | 2024 | Best New Artist                    | Ice Spice                                  | Ожидается | [ 32 ] |
| Grammy Awards                         | 2024 | Best Pop Duo/Group Performance     | «Karma» (с Тейлор Свифт)                   | Ожидается | [ 32 ] |
| Grammy Awards                         | 2024 | Best Rap Song                      | «Barbie World» (с Ники Минаж и Aqua)       | Ожидается | [ 32 ] |
| Grammy Awards                         | 2024 | Best Song Written for Visual Media | «Barbie World» (с Ники Минаж и Aqua)       | Ожидается | [ 32 ] |
| MTV Europe Music Awards               | 2023 | Best Collaboration                 | «Boy’s a Liar Pt.2» (с PinkPantheress)     | Номинация | [ 33 ] |
| MTV Europe Music Awards               | 2023 | Best New                           | Ice Spice                                  | Номинация | [ 33 ] |
| MTV Europe Music Awards               | 2023 | Best Push                          | Ice Spice                                  | Номинация | [ 33 ] |
| MTV Video Music Awards                | 2023 | Best New Artist                    | Ice Spice                                  | Победа    | [ 34 ] |
| MTV Video Music Awards                | 2023 | Best Push Performance              | «Princess Diana»                           | Номинация | [ 34 ] |
| MTV Video Music Awards                | 2023 | Song of Summer                     | «Barbie World» (с Ники Минаж и Aqua)       | Номинация | [ 35 ] |
| MTV Video Music Awards                | 2023 | Song of Summer                     | «Karma» (с Тейлор Свифт)                   | Номинация | [ 35 ] |
| Soul Train Music Awards               | 2023 | Best Collaboration                 | «Boy’s a Liar Pt. 2» (with PinkPantheress) | Номинация | [ 36 ] |
| Soul Train Music Awards               | 2023 | Video of the Year                  | «Boy’s a Liar Pt. 2» (with PinkPantheress) | Номинация | [ 36 ] |
| Streamy Awards                        | 2023 | Sound of the Year                  | «Boy’s a Liar Pt. 2» (with PinkPantheress) | Номинация | [ 37 ] |
| Streamy Awards                        | 2023 | Sound of the Year                  | «In Ha Mood»                               | Номинация | [ 37 ] |